# M4高速公路 (英國)

在英國的位置

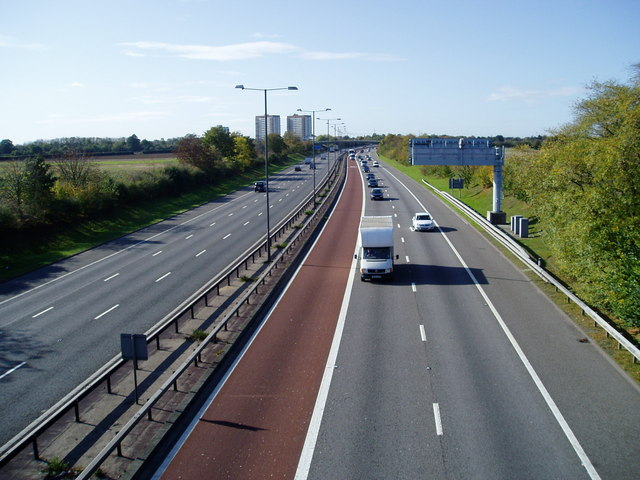
M4 巴士專用道

M4高速公路（M4 motorway），是英國的一條高速公路，連結倫敦與威爾斯南部。它是歐洲E30公路的一部分，經過的主要城鎮有雷丁、史雲登、布里斯托、紐波特、卡地夫及斯溫西。該道路的英格蘭端建設於1965年至1971年，威爾斯端於1993年完工，而塞文二橋則於1996年通車。
由於M4公路連接倫敦和西英格蘭的走線、及行經倫敦希斯洛機場附近，因此成為高科技業者設廠及辦公室的分布地點，該地帶被稱為「M4走廊」及「英國矽谷」。